# Lexikon der Ägyptologie
Il Lexikon der Ägyptologie (abbreviato in LÄ) è un vasto dizionario specialistico dell'egittologia, pubblicato fra il 1975 e il 1992. Fu affiancato dal Das Kleine Lexikon der Ägyptologie, una versione compatta, modernizzata e accessibile anche ai privati. 
Già nel 1960 iniziarono i lavori preparatori per il primo volume condotti da Wolfgang Helck e Eberhard Otto, che fu fondatore e redattore principale dell'opera. Dopo la morte di Eberhard Otto nell'ottobre del 1974, poco prima della terminazione del primo volume, Wolfhart Westendorf intervenne come coredattore. Complessivamente furono pubblicati dall'editore Harrassowitz sei volumi, poi completati da un volume di indici e uno di supplementi e correzioni.

## Descrizione
Il Lexikon der Ägyptologie, per propria affermazione, è al servizio della rappresentazione della civiltà e della storia dell'Egitto faraonico. L'Egitto greco-romano e l'Egitto cristiano, come anche la "vita successiva" della civiltà egizia, non sono considerati. Al lessico hanno lavorato 277 scienziati, principalmente provenienti dal settore specifico, ma anche da discipline correlate. I complessivi 3233 articoli sono prevalentemente in tedesco, ma ce ne sono anche molti in inglese, più rari in francese. 
Il lessico non è stato creato per mettere a disposizione un'opera unitaria e coerente, ma contiene intenzionalmente opinioni e interpretazioni contrastanti.

## Volumi
L'opera si suddivide come segue:
- vol. 1: A – Ernte, Harrassowitz, Wiesbaden 1975, ISBN 3-447-01670-1.
- Index zu Band 1, 1976, ISBN 3-447-01820-8.
- vol. 2: Erntefest – Hordjedef, 1977, ISBN 3-447-01876-3.
- Index zu Band 2, 1978, ISBN 3-447-01901-8.
- vol. 3: Horhekenu – Megeb, 1980, ISBN 3-447-02100-4.
- Index zu Band 3, 1981, ISBN 3-447-02128-4.
- vol. 4: Megiddo – Pyramiden 1982, ISBN 3-447-02262-0.
- Index zu Band 4, 1983, ISBN 3-447-02371-6.
- vol. 5: Pyramidenbau – Steingefäße 1984, ISBN 3-447-02489-5.
- Index zu Band 5, 1986, ISBN 3-447-02662-6.
- vol. 6: Stele – Zypresse, 1986, ISBN 3-447-02663-4.